# Vertigo Records
Vertigo Records — британський лейбл звукозапису, заснований 1969 року.

## Історія
Ініціатором створення лейблу став Олаф Вайпер, колишній працівник CBS, який, зокрема, відповідав за просування маловідомих музичних виконавців в США. Його переманили до себе представники голандського лейблу Philips Records і надали свободу дій для подальшого розвитку компанії. Ідея Вайпера полягала в тому, щоб створити окремий імпринт для «прогресивної музики», схожий на те, чим Harvest Records був для EMI. Першими виконавцями новоствореного лейблу Vertigo Records стали гурти Colosseum, Uriah Heep та Juicy Lucy, які до цього видавалися на іншому лейблі Philips, Fontana Records, під керівництвом продюсера Джеррі Брона. Зокрема, першим релізом Vertigo Records став другий альбом Colosseum Valentyne Suite (1969).
Перші роки існування Vertigo Records були комерційно вдалими. Частиною рекламної компанії став логотип лейблу, фірмовий чорно-білий «вихор», а платівки всіх виконавців лейблу мали дорогі подвійні обкладинки, що розкривалися ніби книжка (англ. gatefold sleeve), які зазвичай використовували лише для альбомів великих зірок. Каталог виконавців Vertigo Records містив як альбоми вже відомих гуртів, на кшталт Black Sabbath, так і більш андеграундних музикантів (Gentle Giant, Legend). З перших сімнадцяти платівок, виданих Vertigo Records, сім потрапили до британських чартів; вони добре продавалися та приносили лейблу чималий прибуток.
1971 року Олаф Вайпер залишив компанію та перейшов до RCA Records, де заснував новий лейбл Neon Records. Джеррі Брон також створив власну компанію Bronze Records, підписавши добре знайомі йому гурти Colosseum, Uriah Heep та Juicy Lucy. Відхід двох візіонерів негативно вплинув на Vertigo Records, і лейбл почав співпрацювати з гуртами, які не відповідали «прогресивному» духу компанії, такими як Status Quo та Thin Lizzy. З іншого боку, серед «незвичних» виконавців, які розпочали свою музичну кар'єру на Vertigo Records — німецький гурт Kraftwerk, який випустив тут свої перші альбоми, включаючи славнозвісний Autobahn.
Серед відомих виконавців, що видавалися на лейблі Vertigo Records у 1980-ті роки та пізніше — Dire Straits, Kiss, Def Leppard, Soft Cell, Metallica, Марк Нопфлер. Станом на середину 2010-х років Vertigo Records були частиною корпорації Universal Music Group. 